# Pljugica
Лука Бієлович (серб. Лука Бијеловић), більш відомий під псевдонімом Луле Плюгица (серб. Луле Пљугица) або просто Плюгица (серб. Пљугица) (20 грудня 2000, Белград, Республіка Сербія, СРЮ) — сербський репер і ютубер.

## Біографія
Лука Бієлович народився в 2000 році в Белграді. Він закінчив школу дизайну в рідному місті, а в 2016 році почав знімати відео для YouTube.
Він розпочав свою музичну кар'єру у 2022 році, коли випустив перший сингл Kucci Kucci з Драгоміром Деспичем, більш відомим як Desingerica. Пісня швидко привернула увагу аудиторії та ЗМІ, оскільки вони зупинили шосе для зйомок відео.
Влітку дует співпрацював з Lacku, з яким вони випустили пісню Pistacc. Потім, у вересні, вийшла пісня Balkanacc, яка представляє собою поєднання репу та турбо-фолку. До кінця року вийшли пісні Tuckavacc і Praccka, а на початку 2023 року випустили Ficcni і Novacc. Наприкінці червня 2023 року він виступив на фестивалі Belgrade Music Week в Усце перед кількома десятками тисяч відвідувачів.

## Дискографія

### Сингли
- Kucci Kucci (ft. Desingerica[sr], 2022)
- Pistacc (ft. Designerica, Lacku, 2022)
- Balkanacc (ft. Desingerica, 2022)
- Tuckavacc (ft. Desingerica, 2022)
- Praccka (ft. Desingerica, 2022)
- Ficcni (ft. Desingerica, ft. Lacku 2023)
- Novacc (ft. Desingerica, 2023)
- Merccedecc (ft. Desinegrica, ft. Djexon, ft. Coja, 2023.)
- Recci (ft. Desingerica, 2023)
- Djuskavacc (ft. Desingerica, 2023)
- Fleccc (ft. Desingerica, 2023)